# Нижня Рожанка
Ни́жня Рожа́нка — село в Україні, у складі Славської селищної громади, Стрийського району, Львівської області. Населення становить 887 осіб.
Неподалік від села розташоване заповідне урочище — «Рожанське».

## Географія
У селі струмок Звір впадає у річку Рожанку.
На південному сході від села бере початок струмок Скоперчак.
На північно-західній околиці річка Рожаночка впадає у Рожанку.
На південно-східній околиці струмок Кривий впадає у Рожанку.

## Населення
Згідно з переписом УРСР 1989 року чисельність наявного населення села становила 827 осіб, з яких 393 чоловіки та 434 жінки.
За переписом населення України 2001 року в селі мешкало 886 осіб. 100 % населення вказало своєю рідною мовою українську.

## Історія
Вперше поселення під назвою Нова Секульська Розтока згадується у писемних джерелах XVI століття. Пізніше перейменовано на Рожанку. Ту частину села, що лежить ближче до витоку річки Рожанка, почали називати Рожанкою Вижньою, а ту, що знаходиться ближче до гирла, — Рожанкою Нижньою. Поступово були сформовані 2 окремих села. 
Є багато народних версій щодо походження назви: від першого поселенця Рожана, який втік сюди від татаро-монгольських завойовників; від дівчини Рожанки, яку вбили татари; від дикої рожі, що тут часто трапляється; від звіра з одним рогом, що нібито водився в цих лісах. 
Навколишні землі почергово належали магнатам Тарнавським (1550–1567 рр.), Острозьким (1567–1635 рр.), Завадським (1635–1673 рр.), Любомирським (1673–1704, 1778–1816 рр.), Синявським (1704–1778 рр.) і Потоцьким (1816–1859 рр.). 
Біля села проходив кордон між Річчю Посполитою й Угорщиною. Жителі брали участь у опришківському русі. Після Першого поділу Речі Посполитої 1772 року, територія відійшла до Австрії (від 1867 року — Австро-Угорщина). У 1859 році С. Потоцький продав Сколівщину шляхтичеві Є. Скільському. 1886 року частину його маєтку — головні лісові масиви — купили підприємці Гредль і Шмідт, які були власниками великих парових тартаків, сірникової фабрики та інше. 
У 1890 році, у селі мешкало близько 800 осіб, 1904 року — 911, 1918 року — 1036 осіб. 
У лютому 1915 року відбувалися тяжкі бої за гору Татарка (1148 м) між військами австро-німецької коаліції та частинами 8-ї російської армії генерала О. Брусилова. Після першої світової війни, Рожанка відійшла до складу Польської республіки. Неподалік проходив кордон з Чехословаччиною. 
У вересні 1939 року увійшли радянські війська. 
Від червня 1941 до жовтня 1944 — під німецькою окупацією. 
Мешканці зазнали сталінських репресій. До середини 1950-х років у Нижній Рожанці, та її околицях вели збройну боротьбу загони ОУН–УПА. За участь у націоналістичному підпіллі Верхню Рожанку повністю виселили. 
У 1939—1940 роках у складі Лавочнянського, у 1940—1959 роках — Славського районів Дрогобицької області. Після ліквідації Дрогобицької області село Нижня Рожанка у 1959—1963; 1966—2020 роках у складі Сколівського, а від 2020 року — Стрийського районів Львівської області. У 1940—2020 роках існувала Нижньорожанська сільська рада, якій підпорядковувалися села Верхня Рожанка та Нижня Рожанка. 
Здавна розвинені народні промисли, зокрема й кушнірство.

## Релігійні споруди
- Церква Різдва Івана Хрестителя (1909 р.) з дзвіницею XIX століття від попередньої церкви Богоявлення Господнього.

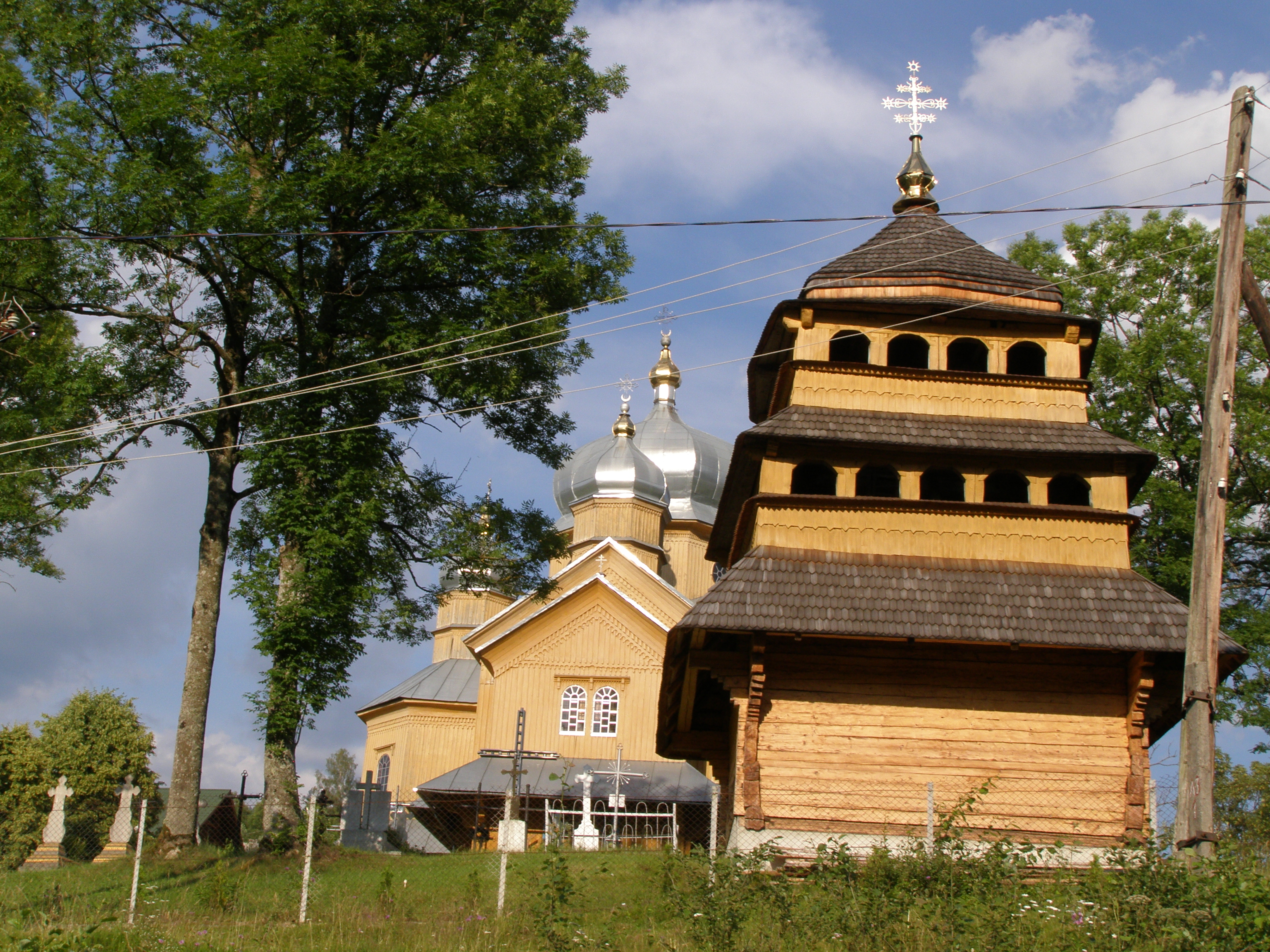
Дзвіниця і церква Богоявлення Господнього (1909)
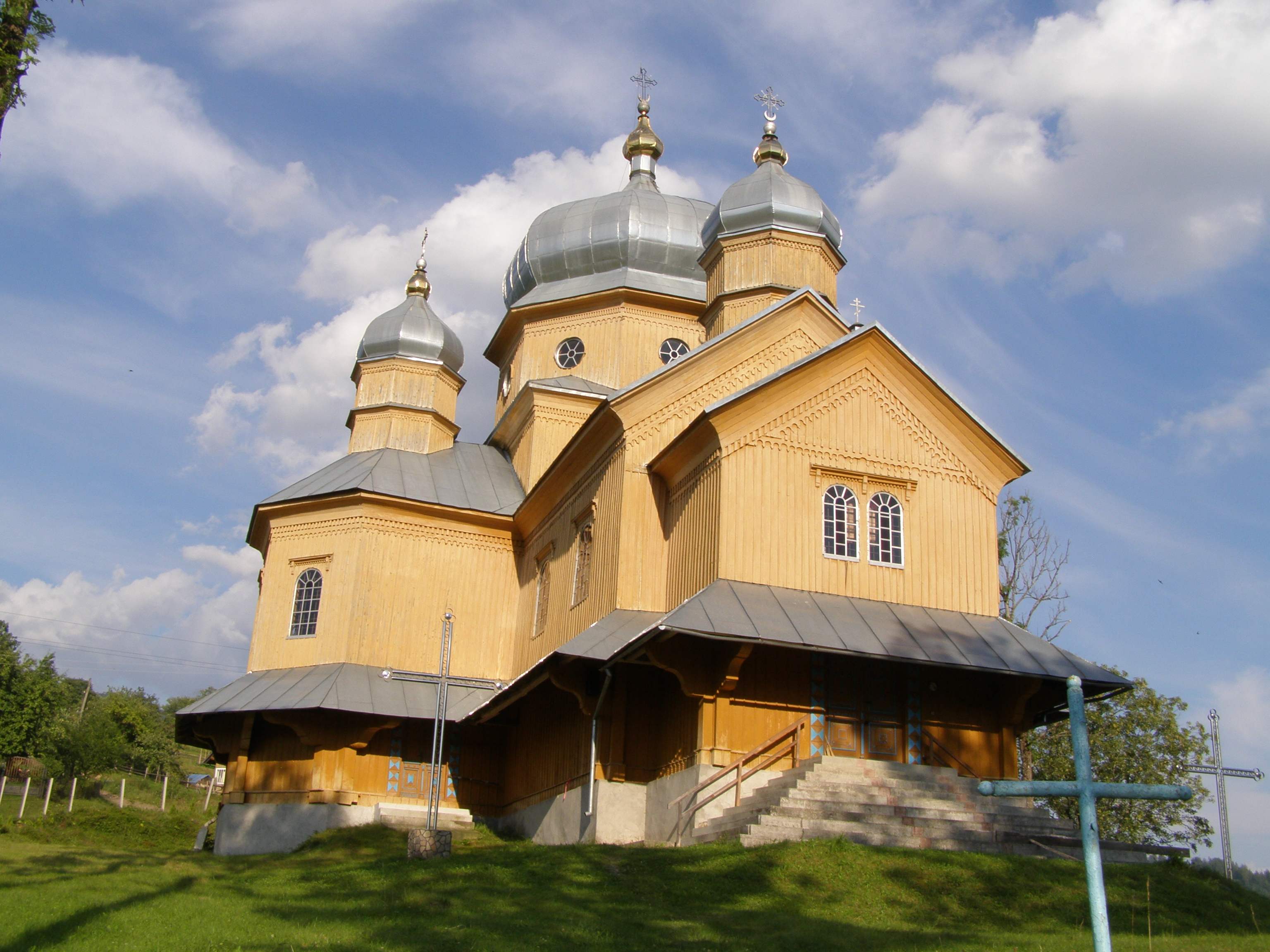
Церква Богоявлення Господнього (1909)

## Відомі люди
- Матїів Володимир Михайлович — український поет, журналіст. Член Національної спілки письменників України (1984).